# Канкан (регион)
Вижте пояснителната страница за други значения на Канкан.
Канкан (на френски: Région de Kankan) е административен регион в Източна Гвинея. Площта му е 72 145 км2. По данни от март 2014 г. населението му е 1 972 537 души. На запад и север границите на региона опират дъгообразно в съседните на Гвинея държави Кот д'Ивоар и Мали, на изток и юг регионите Фарана и Нзерекоре. Главен град на региона е град Канкан, който е втори по големина в цяла Гвинея, с население от близо 200 000 души. Административно регион Канкан е разделен на 5 префектури – Канкан, Керуане, Куруса, Мандиана и Сигуири.
Поради френското влияние (Гвинея е бивша френска колония), регионът е кръстен на едноименния танц канкан – името първоначално е дадено от моряците от френския военен речен флот, спиращи тук. Днес регионът е известен с множеството си кабарета и барове, където се изпълнява канкан от танцови състави, както и с уличната му разновидност в съвременната масова култура – „канкун“, шеговита пародия на оригиналния танц. Тук в Гинес е записано най-масовото изпълнение на танца – през 2011 година от над 6000 души.